# Lista planetelor minore: 49001–50000
| Nume                                            | Denumire provizorie                             | Data descoperirii                               | Locul descoperirii                              | Descoperitor(i)                                 |                                                 |                                                 |                                                 |                                                 |                                                 |                                                 |                                                 |                                                 |                                                 |                                                 |                                                 |                                                 |                                                 |                                                 |                                                 |                                                 |                                                 |                                                 |                                                 |                                                 |                                                 |                                                 |                                                 |                                                 |                                                 |                                                 |                                                 |                                                 |                                                 |                                                 |                                                 |                                                 |                                                 |                                                 |                                                 |                                                 |                                                 |                                                 |                                                 |                                                 |                                                 |                                                 |                                                 |                                                 |                                                 |
| 49001–49100 Lista planetelor minore/49001–49100 | 49001–49100 Lista planetelor minore/49001–49100 | 49001–49100 Lista planetelor minore/49001–49100 | 49001–49100 Lista planetelor minore/49001–49100 | 49001–49100 Lista planetelor minore/49001–49100 | 49101–49200 Lista planetelor minore/49101–49200 | 49101–49200 Lista planetelor minore/49101–49200 | 49101–49200 Lista planetelor minore/49101–49200 | 49101–49200 Lista planetelor minore/49101–49200 | 49101–49200 Lista planetelor minore/49101–49200 | 49201–49300 Lista planetelor minore/49201–49300 | 49201–49300 Lista planetelor minore/49201–49300 | 49201–49300 Lista planetelor minore/49201–49300 | 49201–49300 Lista planetelor minore/49201–49300 | 49201–49300 Lista planetelor minore/49201–49300 | 49301–49400 Lista planetelor minore/49301–49400 | 49301–49400 Lista planetelor minore/49301–49400 | 49301–49400 Lista planetelor minore/49301–49400 | 49301–49400 Lista planetelor minore/49301–49400 | 49301–49400 Lista planetelor minore/49301–49400 | 49401–49500 Lista planetelor minore/49401–49500 | 49401–49500 Lista planetelor minore/49401–49500 | 49401–49500 Lista planetelor minore/49401–49500 | 49401–49500 Lista planetelor minore/49401–49500 | 49401–49500 Lista planetelor minore/49401–49500 | 49501–49600 Lista planetelor minore/49501–49600 | 49501–49600 Lista planetelor minore/49501–49600 | 49501–49600 Lista planetelor minore/49501–49600 | 49501–49600 Lista planetelor minore/49501–49600 | 49501–49600 Lista planetelor minore/49501–49600 | 49601–49700 Lista planetelor minore/49601–49700 | 49601–49700 Lista planetelor minore/49601–49700 | 49601–49700 Lista planetelor minore/49601–49700 | 49601–49700 Lista planetelor minore/49601–49700 | 49601–49700 Lista planetelor minore/49601–49700 | 49701–49800 Lista planetelor minore/49701–49800 | 49701–49800 Lista planetelor minore/49701–49800 | 49701–49800 Lista planetelor minore/49701–49800 | 49701–49800 Lista planetelor minore/49701–49800 | 49701–49800 Lista planetelor minore/49701–49800 | 49801–49900 Lista planetelor minore/49801–49900 | 49801–49900 Lista planetelor minore/49801–49900 | 49801–49900 Lista planetelor minore/49801–49900 | 49801–49900 Lista planetelor minore/49801–49900 | 49801–49900 Lista planetelor minore/49801–49900 | 49901–50000 Lista planetelor minore/49901–50000 | 49901–50000 Lista planetelor minore/49901–50000 | 49901–50000 Lista planetelor minore/49901–50000 | 49901–50000 Lista planetelor minore/49901–50000 | 49901–50000 Lista planetelor minore/49901–50000 |
| ----------------------------------------------- | ----------------------------------------------- | ----------------------------------------------- | ----------------------------------------------- | ----------------------------------------------- | ----------------------------------------------- | ----------------------------------------------- | ----------------------------------------------- | ----------------------------------------------- | ----------------------------------------------- | ----------------------------------------------- | ----------------------------------------------- | ----------------------------------------------- | ----------------------------------------------- | ----------------------------------------------- | ----------------------------------------------- | ----------------------------------------------- | ----------------------------------------------- | ----------------------------------------------- | ----------------------------------------------- | ----------------------------------------------- | ----------------------------------------------- | ----------------------------------------------- | ----------------------------------------------- | ----------------------------------------------- | ----------------------------------------------- | ----------------------------------------------- | ----------------------------------------------- | ----------------------------------------------- | ----------------------------------------------- | ----------------------------------------------- | ----------------------------------------------- | ----------------------------------------------- | ----------------------------------------------- | ----------------------------------------------- | ----------------------------------------------- | ----------------------------------------------- | ----------------------------------------------- | ----------------------------------------------- | ----------------------------------------------- | ----------------------------------------------- | ----------------------------------------------- | ----------------------------------------------- | ----------------------------------------------- | ----------------------------------------------- | ----------------------------------------------- | ----------------------------------------------- | ----------------------------------------------- | ----------------------------------------------- | ----------------------------------------------- |

| Predecesor: 48001–49000 | Lista planetelor minore 49001–50000 Semnificații ale numelor: 49001–50000 | Succesor: 50001–51000 |